# 李學炎
李學炎（1912年1月20日—2014年2月9日），中華民國空軍中將，生於廣東省梅州市梅縣區，後隨政府遷臺，退伍多年後移居美國。

## 生平
李學炎于1912年1月20日生於廣東省梅州市梅縣區梅西鎮豐田村田心李屋，為農家子弟。少年时因家庭贫困，几度辍学，初中之後，至南京投靠親戚，1932年考取中央航空學校第3期，加入空軍。之後歷任分隊長、中隊長、空軍官校教官等職位。
西安事變期間，在周恩來與中國國民黨和談後，奉命護送周恩來回延安，此行曾面見毛澤東。在七七事變爆發後，李學炎也多次護送中國共產黨重要幹部，如周恩來、朱德等人，往返延安與西安，與中國國民黨進行會談，商談共同抗日。
太平洋戰爭爆發後，李學炎率領空軍官校第十二期學生50餘名，至美國受訓，一年後返回中國。1943年10月，中國空軍與美軍飛虎隊部份成員組成中美空軍混合聯隊，李學炎任轟炸大隊大隊長。 赴印度喀拉蚩接受B-25之OTU战斗训练并接机返回，实际参与对日作战百余次，立下辉煌战功。 1943年11月25日策划参与“中美混合团联合空袭日军驻新竹基地”战役，對台灣新竹南寮空軍機地進行轟炸任務，摧毀日軍42架飛機。获“蓝天飞虎”赞誉。
1947年，任中華民國空軍總司令部作戰處少將處長，同年冬天，調任台灣台南空軍訓練總處訓練總隊長。1953年，升任空軍總司令部研究計劃署少將副署長。
1956年，任空軍通信電子學校少將校長、空军指挥参谋学院院长等要职，1960年，任國防部第三參謀次長室少將助理次長。
1967年，升任空軍指揮參謀大學少將校長。1968年以空军中将军衔退役。
1985年全家移民美國，定居於新澤西州。

上世纪九十年代初李学炎先生曾回到故乡——梅县区梅西镇丰田村探亲，出资对围龙祖屋“式好庐”进行修缮。
2013年3月，李学炎将军102岁的寿辰。台湾驻美代表金溥聪前往贺寿，代表中华民国总统马英九先生赠送了上书“忠荩懋绩”寿轴。
2014年2月9日，李學炎在美國逝世，享嵩壽103歲。

## 逸闻
李将军于美国时间2月22日举行告别仪式，马英九总统特赠挽联，中华民国国防部颁旌忠状。不过，由于公务体系“行礼如仪”，行政院会议差点通过“褒扬旅美华侨李学炎案”。中华民国文化部部长龙应台表示颇似不妥，行政院江宜桦立即裁示该案应正名为“褒扬故空军中将李学炎案”，否则马英九也可能颁发褒扬令给“旅美华侨李学炎”。
中华民国总统马英九乃颁布“正名”后的褒扬令。

## 勋章及其他
李学炎军旅渝一甲子，竭尽心力守护领空，共获颁宣威奖章、飞虎奖章、胜利勋章、云麾勋章及美国自由勋章等25座勋奖章，勋绩卓著。
李学炎将军90岁高龄时著书《蓝天飞虎  九十回忆》，将其一生经历留传后人，旅外期间仍心系空军，不遗余力支持台湾防务发展，确保中华民国自由地区之强大堡垒，为中华民国自由地区后来的解严、民主化提供了保证。其精神永存人心，乃为后世景仰。

## 家庭
李学炎先生育有五名子女
长子李为力博士在普林斯顿大学从事学术研究。
次子李为平為著名外科醫師。在约翰·霍普金斯医院服务，曾带领医疗团队，以高超技术为美军负重伤的士兵成功移植双臂。